# هيونداي كونا
هيونداي كونا هي سيارة كروس أوفر ذات خمسة أبواب صغيرة الحجم تنتجها شركة هيونداي الكورية الجنوبية. ظهرت Kona لأول مرة في يونيو 2017 وتم الكشف عن نسخة الإنتاج في وقت لاحق من ذلك العام.

## وصلات خارجية
- الموقع الرسمي
- الموقع الرسمي
 (Kona Electric)